# Anomobryum lanatum
Anomobryum lanatum là một loài Rêu trong họ Bryaceae. Loài này được (P. Beauv.) J.R. Spence & H.P. Ramsay mô tả khoa học đầu tiên năm 2002.